# باشگاه فوتبال آر.دابلیو.دی. مولنبیک (۲۰۱۵)
باشگاه فوتبال ریسینگ وایت دیرینگ مولنبیک (انگلیسی: R.W.D. Molenbeek) یک باشگاه فوتبال بلژیکی مستقر در بروکسل است که پس از قهرمانی در فصل ۲۰۲۳-۲۰۲۲ در لیگ حرفه‌ای چلنجر، به لیگ برتر فوتبال بلژیک، بالاترین سطح فوتبال در این کشور، صعود کرد.